# Остров (Гатчинський район)
Остров (рос. Остров) — присілок у Гатчинському районі Ленінградської області Російської Федерації.
Населення становить 109 осіб. Належить до муніципального утворення Дружногорське міське поселення.

## Географія
Населений пункт розташований на південній околиці міста Санкт-Петербурга.

## Історія
Згідно із законом від 16 грудня 2004 року № 113—оз належить до муніципального утворення Дружногорське міське поселення.

## Населення
| 2007 | 2010 | 2017 |
| ---- | ---- | ---- |
| 128  | ↗212 | ↘109 |